# Marili Terribilini-Fluck
Marili Terribilini-Fluck, née le 22 décembre 1925 à Bellinzone (originaire de Zurich) et morte le 30 septembre 2011 à Sorengo, est une personnalité politique suisse du canton du Tessin, membre du Parti socialiste. 
Fondatrice de l'Association des consommatrices de la Suisse italienne, elle est connue pour avoir promu le droit de vote des femmes et une consommation respectueuse de l'environnement. 
En 1971, elle est l'une des onze premières femmes élues au Grand Conseil du canton du Tessin.

### Origines et famille
Marili Terribilini-Fluck naît Maria Antonietta Fluck le 22 décembre 1925 à Bellinzone. 
Elle est la première des trois filles d'Amalia Bonalini, originaire de Roveredo dans le canton des Grisons, et de Hans Fluck, un ingénieur rural originaire de Zurich impliqué dans l'assainissement de la plaine de Magadino,,. Sa tante maternelle, Rezia Tencalla-Bonalini, journaliste, libérale et figure de proue du Mouvement social féminin, joue un rôle important dans sa vie. 
En 1951, elle épouse Bruno Terribilini, docteur en droit et membre du Parti socialiste depuis les années 1950, juge des mineurs, puis juge au tribunal d'appel; le couple a deux filles. Après la mort de son mari en 1956, elle entame une relation avec Leone Viviani, un antifasciste et socialiste. 

### Études et parcours professionnel
Après sa scolarité obligatoire et le gymnase, Marili Terribilini-Fluck entame des études à l'école cantonale de commerce de Bellinzone, sans les achever. En 1946, elle obtient un diplôme de laborantine à Bâle.
Elle travaille ensuite pendant quelques années dans l'industrie chimique, pour la Société de la Viscose Suisse et la tannerie Beretta-Piccoli à Viganello.
Après le décès de son époux, elle reprend sa carrière professionnelle, initialement en tant que secrétaire à l'Institut européen d'études et de relations intercommunales de Lugano, puis en tant que traductrice pour la radio et télévision de la Suisse italienne. 

### Parcours politique

#### Membre du Parti socialiste tessinois
Marili Terribilini-Fluck adhère à la fin de 1956 au Parti socialiste tessinois et accède rapidement à des postes importants. 
Dans les années 1980, convaincue de la nécessité d'une réunification avec le parti socialiste autonome, elle se joint à la « Communauté de travail pour le renouveau et l'unification des socialistes » après le congrès de Chiasso en 1985, une initiative dirigée par Dario Robbiani (it). 

#### Présidente de l'Union des femmes socialistes tessinois
En 1958, après être devenue membre, elle assume la présidence de l'Union des femmes socialistes tessinoises et représente l'organisation au sein de la direction et du comité cantonal du parti. Son action politique se distingue par son engagement pour accroître la participation féminine au sein du parti et pour la lutte en faveur du droit de vote des femmes. 

##### Lutte contre la pornographie et la sexualisation du corps de la femme
Vers la fin des années 1960, Marili Terribilini-Fluck critique ouvertement l'augmentation de la diffusion de contenus pornographiques et l'emploi d'images de femmes dévalorisantes et sexuellement suggestives dans la publicité. 
En 1970-1971, elle donne dans le canton des conférences intitulées « Luttons contre la pornographie, fléau de notre temps », abordant des thèmes sexuels devant un public qui n'est pas habitué à en parler. 

#### Vice-présidente des Femmes socialistes suisses
De 1973 à 1980, elle est vice-présidente au comité central des Femmes socialistes suisses. 

#### Députée au Grand Conseil
En 1971, elle est parmi les onze premières femmes élues au Grand Conseil du canton du Tessin.

#### Vice-présidente du législatif cantonal
Après sa réélection en 1975 et sa nomination comme vice-présidente du législatif cantonal en 1978, elle manque de peu sa réélection en 1979. Néanmoins, elle réintègre le parlement en tant que suppléante de 1982 à 1983, période durant laquelle elle se focalise sur l'éducation, l'environnement, la régulation des prix, et l'égalité des sexes.

#### Conseillère communale
De 1976 à 1989, elle est membre du Conseil communal (législatif) de Sorengo.

### Engagements associatifs

#### Présidente de l'Association des consommatrices de la Suisse italienne
Dans les années 1970, alors que l'inflation érode le pouvoir d'achat, elle met l'accent sur la protection des consommatrices.  
Entre 1974 et 1984, tout en poursuivant sa carrière politique, Marili Terribilini-Fluck fonde l'Association des consommatrices de la Suisse italienne (ACSI), où elle assume le rôle de première présidente,. 
Elle promeut activement un mode de consommation respectueux de l'environnement et critique l'utilisation de phosphates dans les détergents, qui nuisent aux cours d'eau. 

#### Vice-présidente de la Federazione ticinese delle società femminili
De 1973 à 1980, Marili Terribilini-Fluck, tout en explorant de nouveaux rôles pour les femmes dans la société, reste engagée dans des associations féminines traditionnelles. Elle devient vice-présidente de la Federazione ticinese delle società femminili, qui coordonne les associations féminines en Suisse italienne,.

### Vie privée
Elle est passionnée d'archéologie, en particulier la Grèce antique et le peuple étrusque.

### Mort
Marili Terribilini-Fluck meurt le 30 septembre 2011 à Sorengo.

## Honneur
En 2022, la Gauche Unie Sorengo suggère de dédier une rue à Marili Terribilini-Fluck pour honorer la lutte des femmes au Tessin et en Suisse. Cependant, la municipalité préfère lui attribuer la citoyenneté d'honneur, enregistrée dans un registre public.